# Ajisukitakahikone

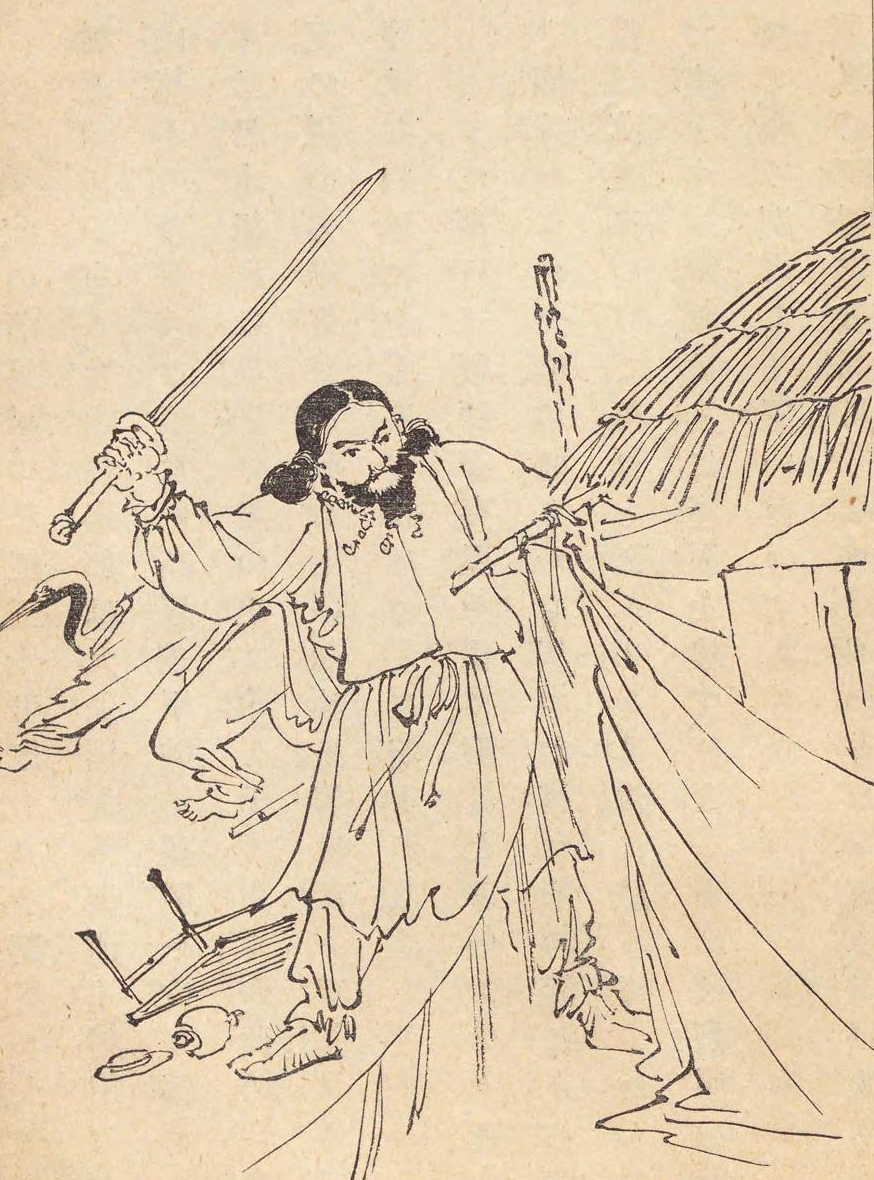
Ajisukitakahikone in un disegno di Hagino Yoshiyuki (1911)

Nella mitologia giapponese, Ajisukitakahkone (アヂスキタカヒコネ?), conosciuto anche come Aji-Suki-Taka-Hiko-Ne (味耜高彦根?) è un kami della mitologia giapponese. È uno dei figli di Ōkuninushi e la nume tutelare di Kamo.

## Origine
Il Kojiki, una raccolta di miti riguardanti l'origine delle isole che formano il Giappone e gli dei dello Shintō, descrive Ajisukitakahikone come uno dei due figli del dio Ōkuninushi e di Takiribime, una delle tre dee Munakata. È venerato come dio dell'agricoltura, del tuono e del settore immobiliare.
Viene spesso raffigurato come un bambino incapace di dormire. Sua madre lo portava su e giù per una scala nel tentativo di farlo dormire, ed è questo che provoca il suono crescente del tuono. Durante l'infanzia, il suo pianto e le sue urla erano così forti che dovettero metterlo su una barca e farlo navigare intorno alle isole del Giappone finché non si calmò.
Quando divenne adulto, ebbe un figlio, Takitsuhiko, il dio della pioggia.

## Descrizione
Quando la dea del sole Amaterasu e il dio primordiale Takamimusubi, i sovrani del regno celeste di Takamagahara, decretarono che la terra sottostante (Ashihara-no-Nakatsukuni) dovesse essere governata dalla progenie di Amaterasu, inviarono una serie di messaggeri al suo sovrano, Ōkuninushi, per ordinargli di cedere la supremazia sulla terra. Uno di questi, Ame-no-Wakahiko, finì per sposare Shitateruhime, una delle figlie di Ōkuninushi, e complottò persino per ottenere la terra per sé. Dopo otto anni, un fagiano inviato dagli dei celesti arrivò e protestò con Ame-no-Wakahiko, che lo uccise con il suo arco e la sua freccia. La freccia volò verso Takamagahara, ma fu prontamente rimandata sulla terra, colpì Ame-no-Wakahiko al petto mentre dormiva, uccidendolo all'istante.
Durante il funerale di Ame-no-Wakahiko, il fratello di Shitateruhime, Ajisukitakahikone, un caro amico di Ame-no-Wakahiko, arrivò per porgergli le condoglianze. Poiché assomigliava molto ad Ame-no-Wakahiko nell'aspetto, la famiglia del defunto lo scambiò per Ame-no-Wakahiko tornato in vita. Offeso per essere stato scambiato per il suo amico (poiché i cadaveri erano considerati impuri, essere paragonati o scambiati per una persona morta era visto come un insulto), Ajisukitakahikone, infuriato, estrasse la sua spada Totsuka-no-Tsurugi, fece a pezzi la capanna funeraria (喪屋?, moya) dove era stato deposto il cadavere di Ame-no-Wakahiko e dove si era svolto il funerale, e poi la calciò via. La capanna in rovina atterrò nella provincia di Mino e divenne una montagna chiamata Moyama (喪山?, letteralmente "montagna del lutto").
Ajishikitakahikone, ancora furioso, volò via, la radiosità che emanava da lui era tale da illuminare lo spazio di due colline e due valli. Shitateruhime, desiderando rivelare ai presenti l'identità di suo fratello, compose quindi la seguente canzone in suo onore:
淤登多那婆多能

宇那賀世流

多麻能美須麻流

美須麻流能

阿那陀麻波夜

美多邇

布多和多良須

阿治志貴

多迦比古泥

infilato nel cordone di perle

indossato intorno al collo

della celeste

giovane fanciulla tessitrice!

Così è lui

che attraversa

due valli contemporaneamente,

il dio Ajishiki-Takahikone!»
(Kojiki)

## Culto
È venerato nel santuario Futarasan e, secondo la credenza shintoista, la sua casa è il monte Tarō, un vulcano nei monti Nikkō a Nikkō (prefettura di Tochigi). Sin da tempi immemorabili, i tre vulcani dei Monti Nikkō, Monte Nantai, Monte Nyohō e Monte Tarō, sono stati venerati dalla popolazione locale per i corsi d'acqua che sgorgano dai loro pendii e forniscono acqua alle risaie, ciascuno dei tre vulcani è considerato la residenza di una divinità shintoista. Si dice che la casa di Ajisukitakahikone sia il vulcano Tarō, sulla cui cima si erge un hokora, un santuario in miniatura, annesso al santuario Futarasan situato nel centro di Nikkō. Allo stesso modo, sul bordo del cratere sommitale del monte Nantai, il piccolo santuario Tarōsan simboleggia il legame spirituale del vulcano con il vicino monte Nantai. La divinità shintoista è venerata anche nel santuario Tosa a Kōchi (prefettura di Kōchi).